# Super 2000

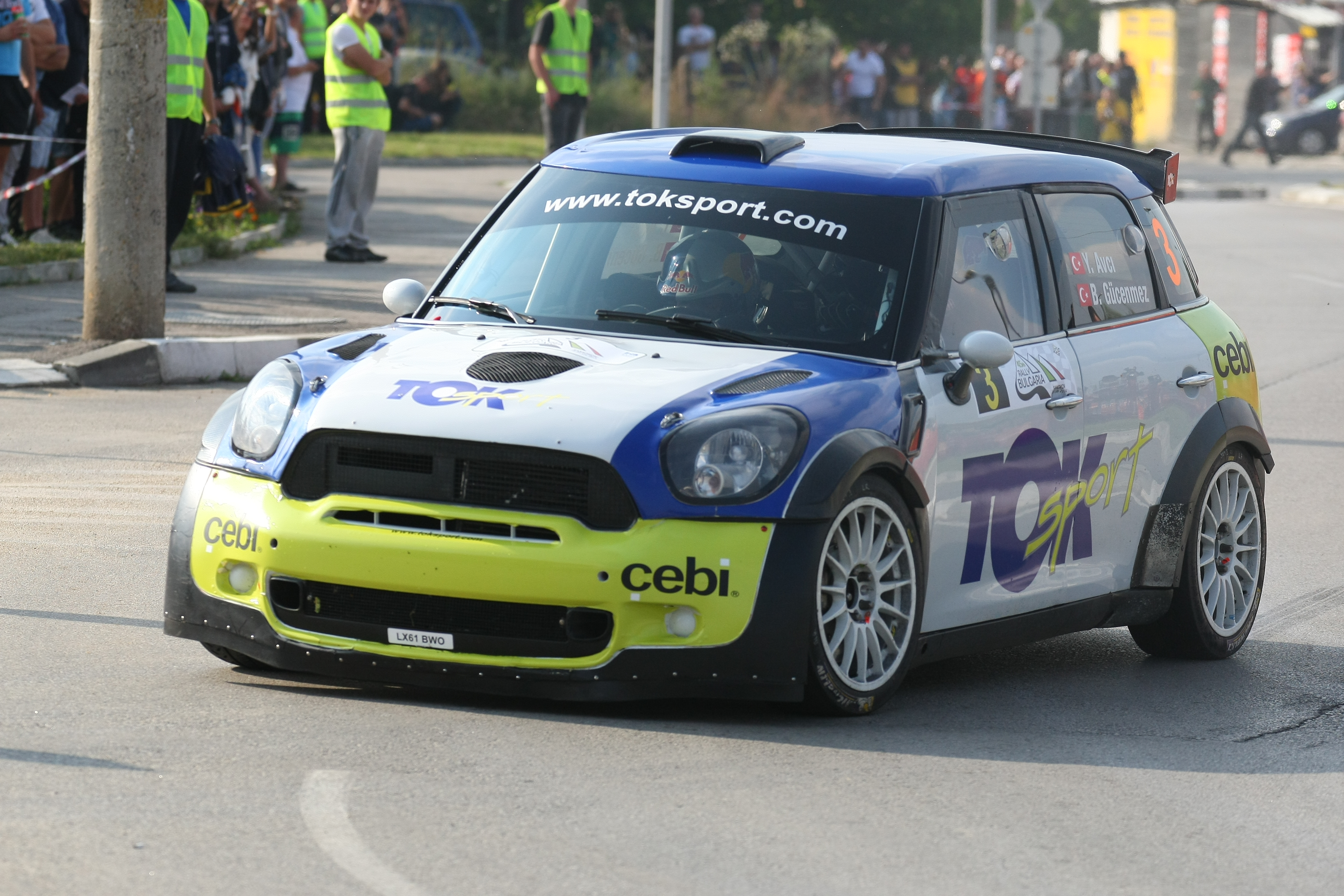
Avci Yagiz and Gücenmez Bahadir (Turkey) - Mini Cooper S2000 1.6T LX61 BWO Toksport class RC2, Rallye Bulgarien 2014

Super 2000 ist ein von der Fédération Internationale de l’Automobile ausgeschriebenes Reglement für Tourenwagen und Rallye-Fahrzeuge mit 2000 cm³ großen Benzin-Saugmotoren und Turbodieselmotoren sowie 1600 cm³ großen Benzin-Turbomotoren. Im Jahr 2014 führte die FIA für Tourenwagen eine neue Klasseneinteilung durch. Angelehnt an den englischen Begriff touring car werden Super-2000-Tourenwagen mit 2000-cm³-Motor in die Klasse TC2 und Tourenwagen mit 1600-cm³-Turbomotor in die Klasse TC2T eingeteilt.

## Reglement
Die Rennwagen müssen dem FIA-Reglement der Gruppe A entsprechen und mit einem Zusatz-Kit Super 2000 ausgestattet sein. Das Serienfahrzeug muss mindestens 2500-mal in identischen Einheiten produziert worden sein. Elektronische Fahrhilfen wie ABS und ESP sind nicht zugelassen.
Ebenfalls vorgeschrieben ist ein 2000-cm³-Saugmotor mit Drehzahlbegrenzung: Vierzylinder mit maximal 8500/min, Fünfzylinder mit 8750/min und Sechszylinder mit höchstens 9000/min. Alternativ gilt auch das FIA Super 2000D Reglement, das einen 2000-cm³-Turbodieselmotor erlaubt. Seit 2011 fallen unter das Super-2000-Reglement ebenfalls 1600-cm³-Turbo-Ottomotoren mit Direkteinspritzung, die unter dem Begriff Weltmotor bekannt wurden. Die Drehzahl dieser Motoren wurde auf 8500/min begrenzt. Gedrosselt durch einen Luftmengenbegrenzer mit einem Durchmesser von 33 mm liegt die Motorleistung bei über 220 kW.

### Tourenwagen
Es ist ein Mindestgewicht für frontangetriebene Fahrzeuge von 1140 kg vorgeschrieben, für Fahrzeuge mit Hinterradantrieb sind es mindestens 1170 kg. Fahrzeuge mit Allradantrieb sind nicht zugelassen.
Das Reglement wurde für die Tourenwagen-Europameisterschafts-Saison 2002 entwickelt. Es wurde als Nachfolgereglement der Supertourenwagen entwickelt. Abgeleitet wurde es vom 2001 neu eingeführten Reglement der BTCC. Dem Super-2000-Reglement gab BMW zuerst eine Absage, denn im Gegensatz zum Super-Production-Reglement, das zum Großteil die Verwendung von Serienteilen vorschreibt, erlaubt das Super-2000-Reglement mehr konstruktive Freiheiten. Die Entwicklungs- und Fahrzeugkosten waren BMW zu hoch. Man plante daher in der ETCC erst das Feld der Super-2000-Fahrzeuge mit Super-Production-Autos (SPC) aufzufüllen. Doch dann machte die FIA BMW ein paar Zugeständnisse: unter anderem wurde ein konventionelles H-Getriebe im Gegensatz zum sequentiellen Getriebe vorgeschrieben. Allerdings wurden für 2003 diese Getriebe wieder erlaubt. Für Volvo und Prodrive, die zu diesem Zeitpunkt schon sehr weit mit der Entwicklung des neuen Volvo S60 waren, hieß das teilweise wieder von vorne zu beginnen. Sie mussten zum Beispiel nur für die Saison 2002 extra ein H-Getriebe entwickeln.

### Rallyefahrzeuge
Anders als bei den Tourenwagen schreibt das Super-2000-Reglement bei den Rallye-Fahrzeugen einen einheitlichen Allradantrieb ohne aktive Differentiale vor. Bei den Super-2000-Rallyefahrzeugen waren bis Saisonende 2010 ausschließlich 2000-cm³-Saugottomotoren erlaubt, die in der Rallye-Weltmeisterschaft die Klasse A2 bilden. Seit 2011 fallen unter das Super-2000-Reglement ebenfalls 1600-cm³-Turbo-Ottomotoren, die von der FIA in die Klasse A1 eingestuft werden.

#### World Rally Car
Seit 2011 basieren die World Rally Cars ebenfalls auf dem Super-2000-Reglement mit 1600-cm³-Motoren allerdings mit einem zusätzlichen Aerodynamik-Paket. Diese bilden in der Rallye-Weltmeisterschaft die Klasse A0. Das Innenleben der S2000 und WRCs ist weitgehend identisch. Den größten Unterschied macht das Aerodynamikpaket aus, zu dem eine andere vordere Stoßstange und ein größerer Heckflügel gehören, an denen das World Rally Car auch optisch erkennbar ist. Für die WRC muss zunächst ein S2000-Fahrzeug homologiert sein, das anschließend mit einem WRC-Kit aufgerüstet wird. Im Vergleich zu den Super-2000-Fahrzeugen der Klasse A1 haben die WRC (A0) leichtere Seitenverglasungen und der Motor unterscheidet sich nur durch ein um 500 Gramm leichteres Schwungrad und hat demzufolge ein anders programmiertes Motormanagement. An den Restriktoren gibt es keinen Unterschied zu den Super-2000-(A1)-Motoren.

## Fahrzeuge

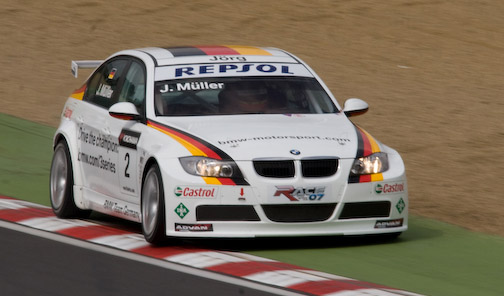
Jörg Müller im BMW 320si 2008

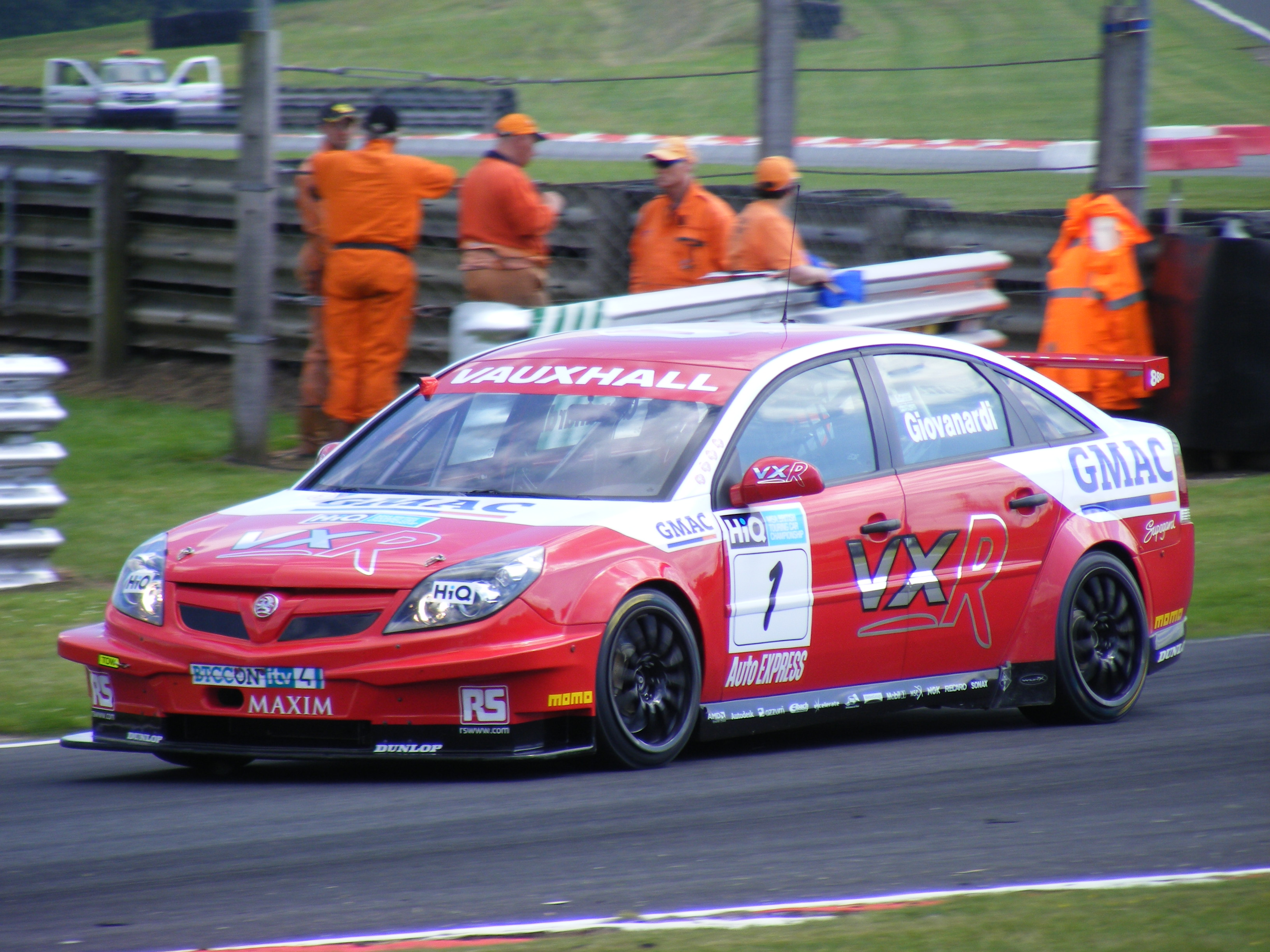
Fabrizio Giovanardi im Vauxhall Vectra 2008

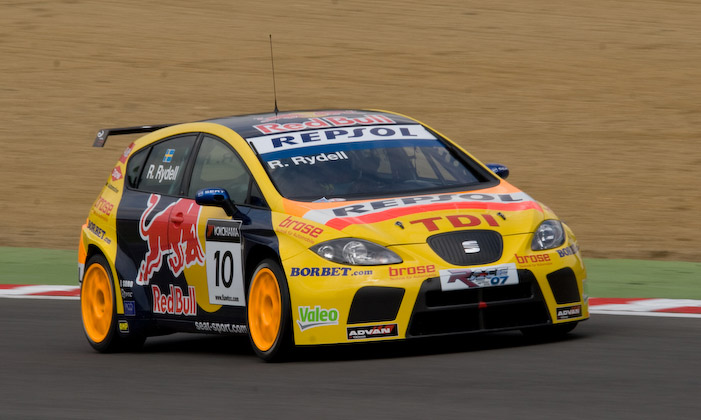
Rickard Rydell im SEAT León TDI 2008

Folgende Fahrzeuge sind aufgebaut nach dem Super-2000-Reglement:

### Tourenwagen
| Fahrzeug                  | 2,0 Benzin (TC2) | 2,0 Diesel | 1,6 Turbo (TC2T) |
| ------------------------- | ---------------- | ---------- | ---------------- |
| Alfa Romeo 156 GTA        | x                |            |                  |
| Alfa Romeo 156            | x                |            |                  |
| Audi A4                   | x                |            |                  |
| BMW 320i E46              | x                |            |                  |
| BMW 320si E90             | x                |            | x                |
| Chevrolet Lacetti         | x                |            |                  |
| Chevrolet Cruze           | x                |            | x                |
| Ford Focus ST170          | x                |            |                  |
| Ford Focus ST             | x                |            |                  |
| Ford Focus TC S2000       |                  |            | x                |
| Honda Accord Euro R       | x                |            |                  |
| Honda Civic Type-R        | x                |            |                  |
| Lada 110                  | x                |            |                  |
| Lada Priora               | x                |            |                  |
| Lexus IS200               | x                |            |                  |
| Mercedes C200             | x                |            |                  |
| Peugeot 407               | x                |            |                  |
| Peugeot 307               | x                |            |                  |
| Peugeot 308               | x                |            |                  |
| Saab 9-3 BioPower (STCC)  | x                |            |                  |
| Seat Toledo               | x                |            |                  |
| Seat Leon                 | x                | x          | x                |
| Toyota Auris              | x                |            |                  |
| Toyota Corolla T-Sport    | x                |            |                  |
| Vauxhall Vectra           | x                |            |                  |
| Volvo C30                 | x                |            | x                |
| Volvo S60                 | x                |            |                  |
| VW Scirocco Biogas (STCC) | x (*)            |            |                  |

(*) – 2,0 Turbo Biogas

#### BMW 320si
BMW setzte 2005 den mit mehreren Titeln sehr erfolgreichen Sechszylinder 320i auf Basis des BMW E46 ein. Ab der Saison 2006 ging ein neues Modell an den Start, das auf der Internationalen Automobilausstellung (IAA) am 12. September 2005 in Frankfurt am Main der Öffentlichkeit vorgestellt wurde. Die neue Rennversion basierte auf einer Vierzylinder-Sonderversion des BMW E90 namens BMW 320si, von der nur die vom Reglement geforderte Mindestanzahl von 2500 Stück produziert wurden. 2009 erschien eine überarbeitete Version des BMW 320si.
Fahrzeug für 2006 laut BMW Werksangaben

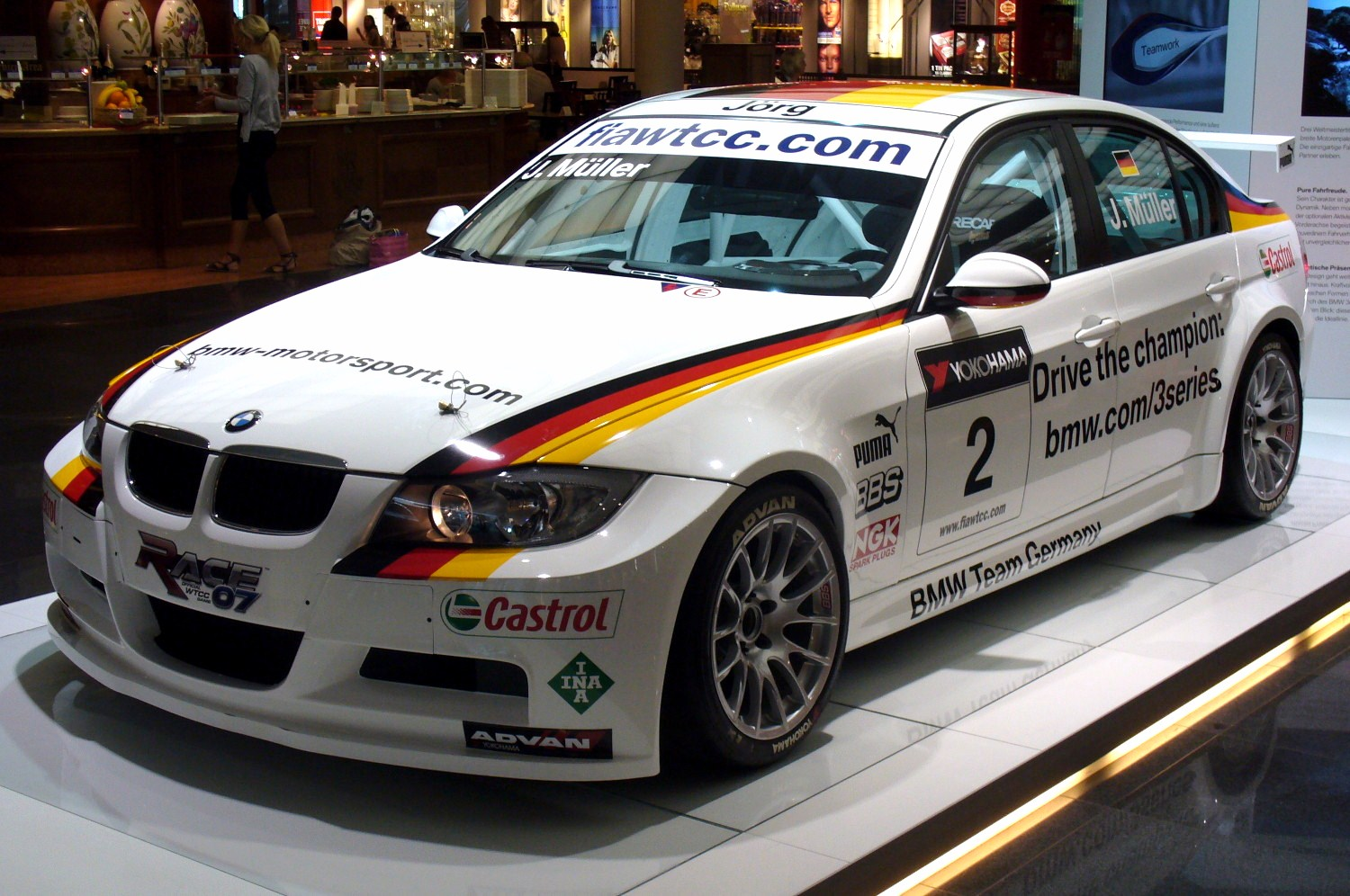
BMW 320si

- Länge: 4535 mm, Breite: 1845 mm, Höhe: 1350 mm, Radstand: 2763 mm, Fahrzeuggewicht: 1140 kg (mit Fahrer)
- Motor: Vierzylinder-Reihenmotor
  - Hubraum: 1998 cm³
  - Leistung: etwa 202 kW (275 PS) bei etwa 8300/min
  - Drehmoment: etwa 242 Nm bei 7250/min
  - Zylinderblock: Aluminium-Zylinderblock mit Bedplate
  - Motorsteuerung: BMW Motorsport ECU404
  - Tankinhalt: etwa 45 Liter
  - Kraftstoff: Einheitskraftstoff, Super Plus bleifrei
- Chassis/Karosserie: selbsttragende Stahlblechkarosserie
  - Aerodynamikpaket: Frontschürze, Heckschürze, vordere Kotflügel und hintere Kotflügelverbreiterungen aus CFK, Heckflügel aus Aluminium
- Vorderachse: Zweigelenk-Federbeinachse mit Verstellstabilisator
- Hinterachse: Fünflenkerachse mit Verstellstabilisator
- Dämpfer: Sachs mit einstellbarer Zug- und Druckstufe
- Bremse Vorderachse: Scheibenbremsen mit 332 mm Durchmesser und Vierkolbenfestsattel von AP
- Bremse Hinterachse: Scheibenbremsen mit 280 mm Durchmesser und Zweikolbenfestsattel von AP
- Räder: Aluminiumfelgen SA 216 BBS
- Sitz: Recaro ProRacer HANS

Fahrzeug für 2009 laut BMW Werksangaben

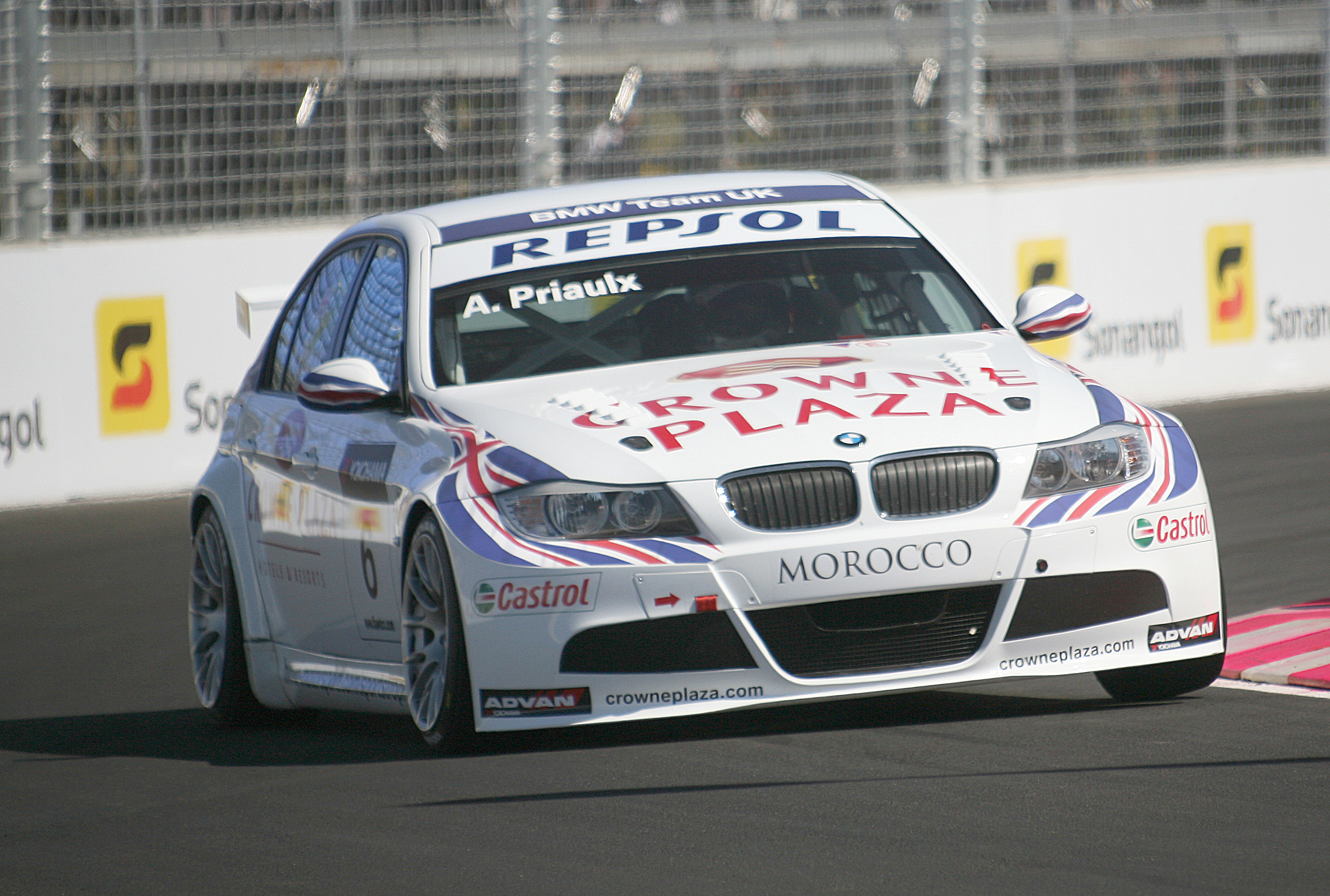
BMW 320si

- Länge: 4539 mm, Breite: 1845 mm, Höhe: 1350 mm, Radstand: 2763 mm, Fahrzeuggewicht: 1155 kg (mit Fahrer)
- Motor: Vierzylinder-Reihenmotor
  - Hubraum: 1999 cm³
  - Leistung: etwa 206 kW (280 PS) bei etwa 8300/min
  - Drehmoment: etwa 245 Nm bei 7250/min
  - Zylinderblock: Aluminium-Zylinderblock mit Bedplate
  - Motorsteuerung: BMW Motorsport ECU404
  - Tankinhalt: etwa 45 Liter
  - Kraftstoff: Einheitskraftstoff, Super Plus bleifrei
- Chassis/Karosserie: selbsttragende Stahlblechkarosserie
  - Aerodynamikpaket: Frontschürze, Heckschürze, vordere Kotflügel und hintere Kotflügelverbreiterungen aus CFK, Heckflügel aus Aluminium
- Vorderachse: Zweigelenk-Federbeinachse mit Verstellstabilisator
- Hinterachse: Fünflenkerachse mit Verstellstabilisator
- Dämpfer: Sachs mit einstellbarer Zug- und Druckstufe
- Bremse Vorderachse: Scheibenbremsen mit 332 mm Durchmesser und Vierkolbenfestsattel von AP
- Bremse Hinterachse: Scheibenbremsen mit 291 mm Durchmesser und Zweikolbenfestsattel von AP
- Räder: Aluminiumfelgen SA 216 BBS
- Sitz: Recaro ProRacer HANS

#### Chevrolet Lacetti

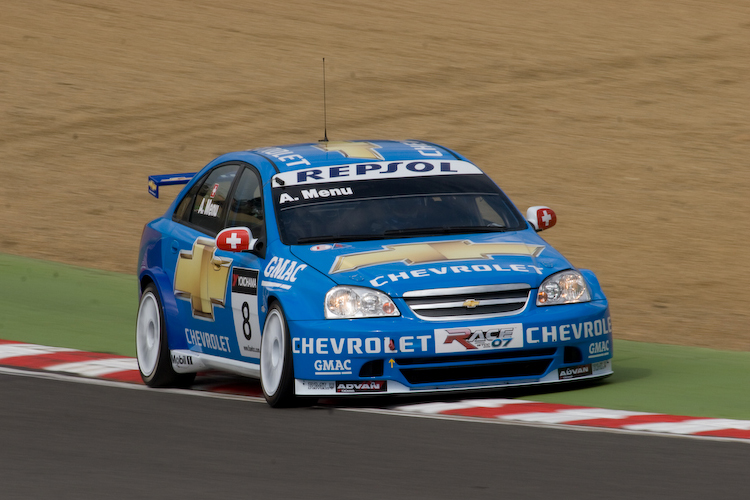
Chevrolet Lacetti

Fahrzeug für 2005 laut Chevrolet Werksangaben
- Motor: Vierzylinder-Saugmotor
  - Hubraum: 1998 cm³
  - Leistung: 198 kW (270 PS) bei 8400/min
  - Drehmoment: 267 Nm bei 5880/min
  - Höchstgeschwindigkeit: 254 km/h (geschätzt)
- Struktur: Selbsttragende Stahlkarosserie mit EFA-Überrollkäfig
- Karosserie: Stahl und Verbundwerkstoffe mit Aerodynamikbausatz
- Aufhängung vorne: MacPherson-Federbeine
- Aufhängung hinten: Doppelte Querlenker
- Räder und Reifen: 9x17" Aluminiumräder, Rennfelgen mit Michelin-Motorsportreifen

#### Chevrolet Cruze

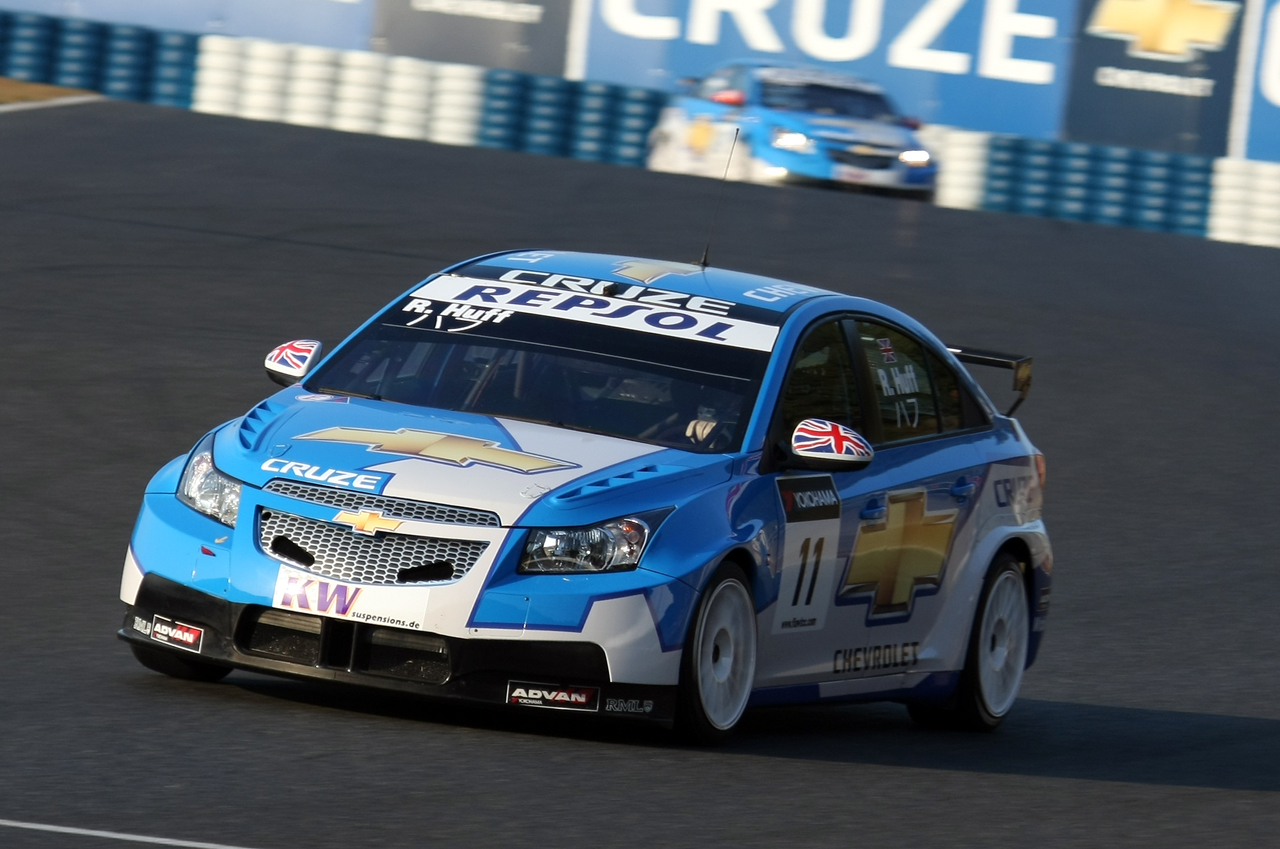
Chevrolet Cruze

Fahrzeug für 2009 laut Chevrolet Werksangaben
- Motor: Vierzylinder-Saugmotor
  - Hubraum: 1998 cm³
  - Leistung: 204 kW (278 PS) bei 8400 min−1
  - Drehmoment: 267 Nm bei 5800 min−1
  - Höchstgeschwindigkeit: 254 km/h (geschätzt)
  - Fahrzeuggewicht: 1170 kg (lt. FIA-Reglement)
- Struktur: Selbsttragende Stahlkarosserie mit EFA-Überrollkäfig
- Karosserie: Stahl und Verbundwerkstoffe mit Aerodynamikbausatz
- Aufhängung vorne: MacPherson-Federbeine
- Aufhängung hinten: Doppelte Querlenker
- Räder und Reifen: 9x17" Aluminiumräder, Rennfelgen mit Yokohama-Motorsportreifen

#### Seat Leon

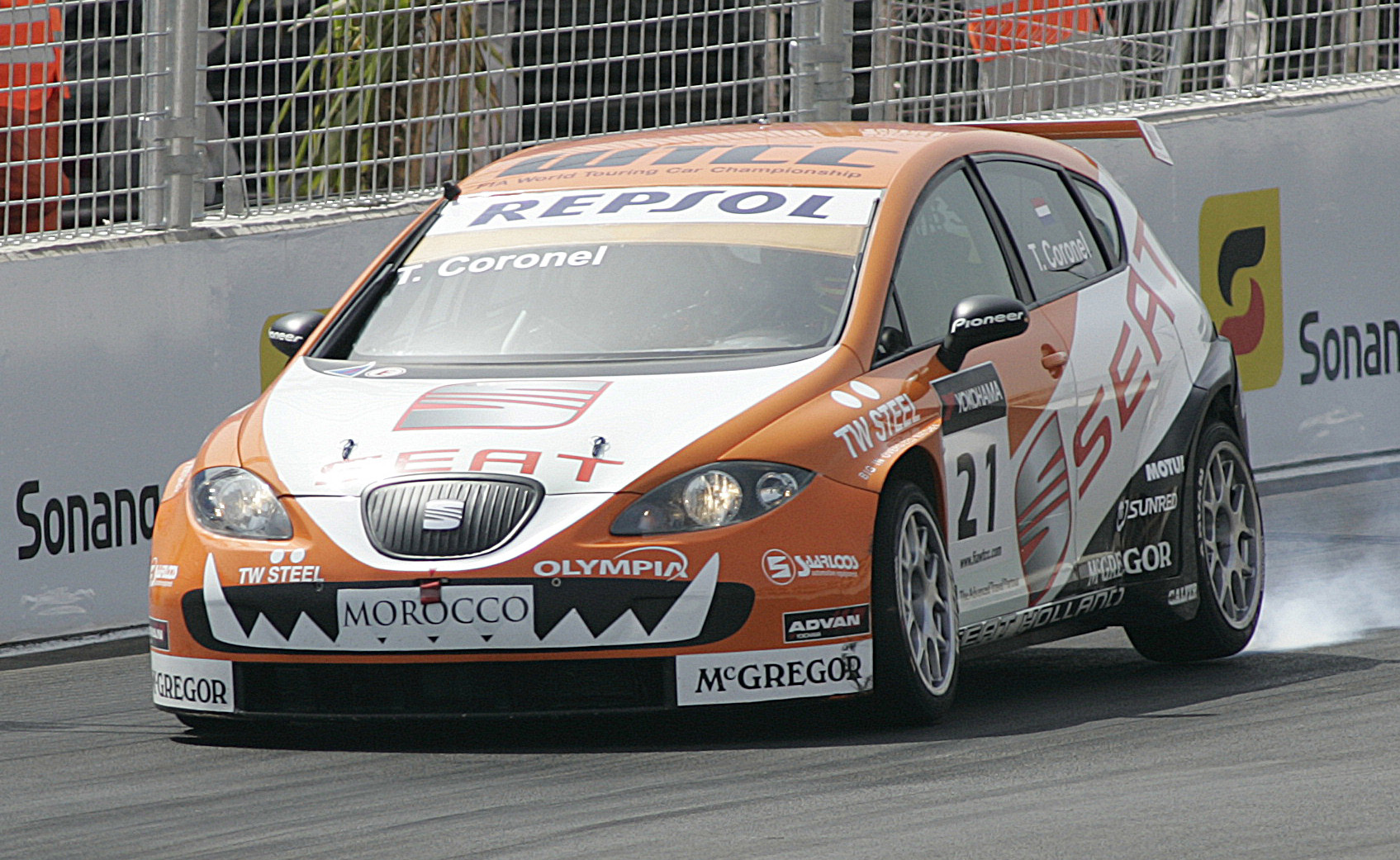
Seat Leon 2.0 TFSI
- Motor: Vierzylinder-Saugmotor
  - Hubraum: 2000 cm³
  - Leistung: 194 kW (264 PS) bei 8500/min
  - Drehmoment: 225 Nm bei 7000/min
  - Höchstgeschwindigkeit: 246 km/h
  - Kraftstoffverbrauch: etwa 44 l/100 km (geschätzt)
- Fahrzeuggewicht: 1140 kg (inkl. Fahrer)
- Struktur: Selbsttragende Stahlkarosserie mit EFA-Überrollkäfig
- Karosserie: Stahl und Verbundwerkstoffe mit Aerodynamikbausatz
- Aufhängung vorne: MacPherson-Federbeine
- Aufhängung hinten: Doppelte Querlenker
- Räder und Reifen: 9x17" Aluminiumräder, Rennfelgen mit Yokohama 26B Motorsportreifen

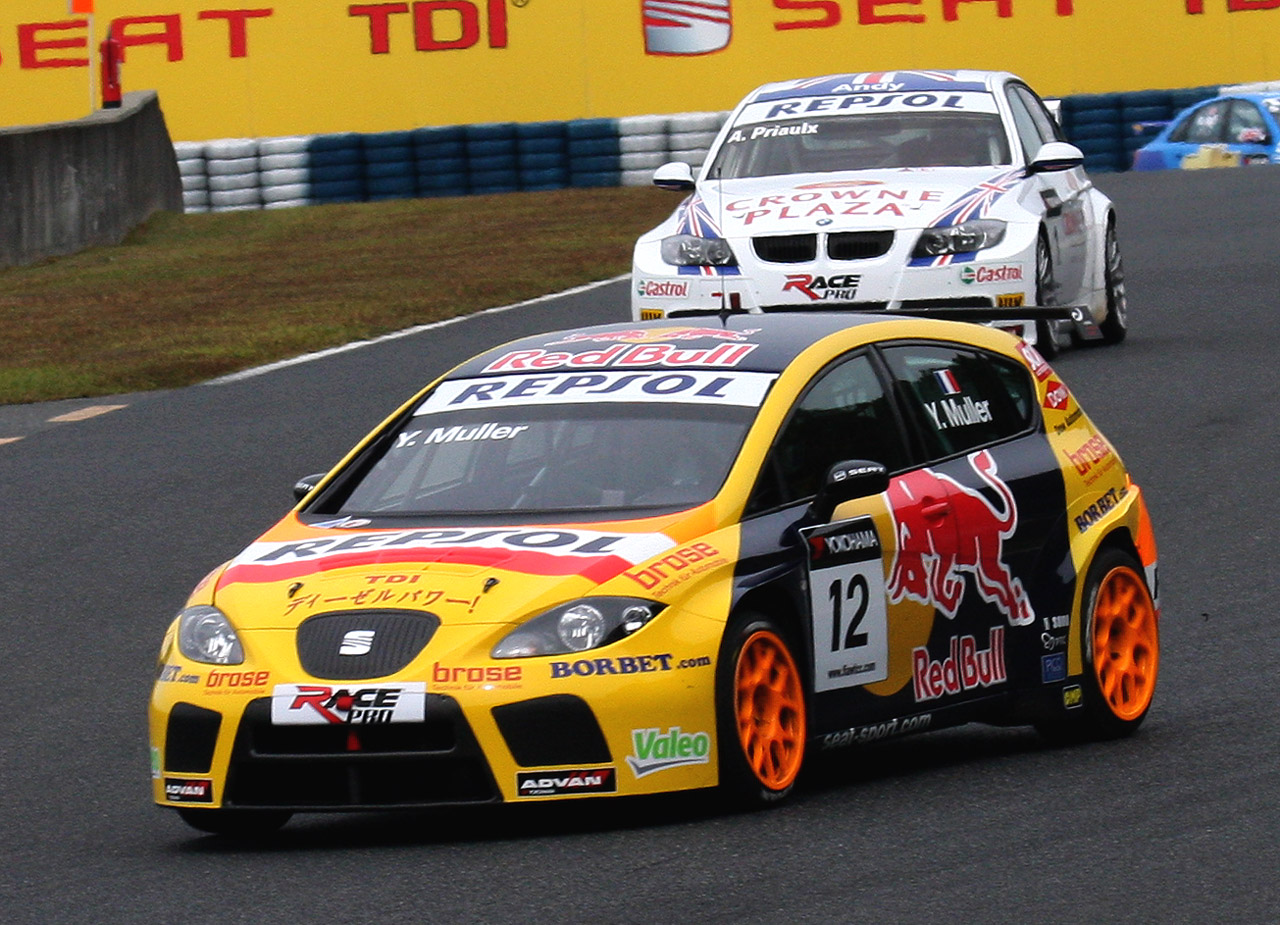
Seat Leon 2.0 TDI
- Motor: Vierzylinder-Turbodieselmotor
  - Hubraum: 2000 cm³
  - Leistung: 209 kW (284 PS) bei 4000/min
  - Drehmoment: 450 Nm bei 2500/min
  - Höchstgeschwindigkeit: 250 km/h
  - Kraftstoffverbrauch: etwa 40,5 l/100 km (geschätzt)
- Fahrzeuggewicht: 1140 kg (inkl. Fahrer)
- Struktur: Selbsttragende Stahlkarosserie mit EFA-Überrollkäfig
- Karosserie: Stahl und Verbundwerkstoffe mit Aerodynamikbausatz
- Aufhängung vorne: MacPherson-Federbeine
- Aufhängung hinten: Doppelte Querlenker
- Räder und Reifen: 9x17" Aluminiumräder, Rennfelgen mit Yokohama 240/61 R 17 Motorsportreifen

### Rallye

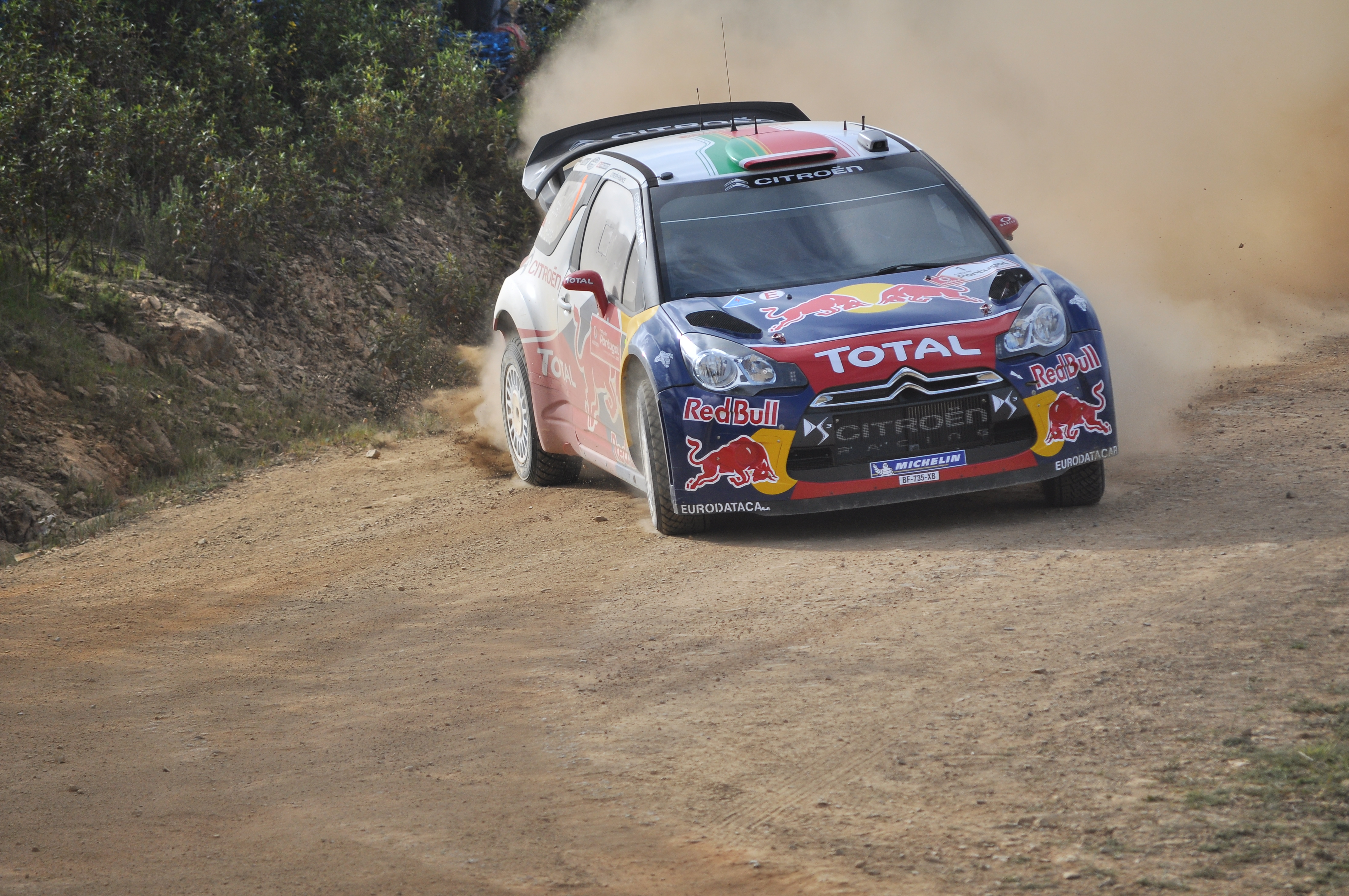
Sébastien Loeb im Citroën DS3 WRC

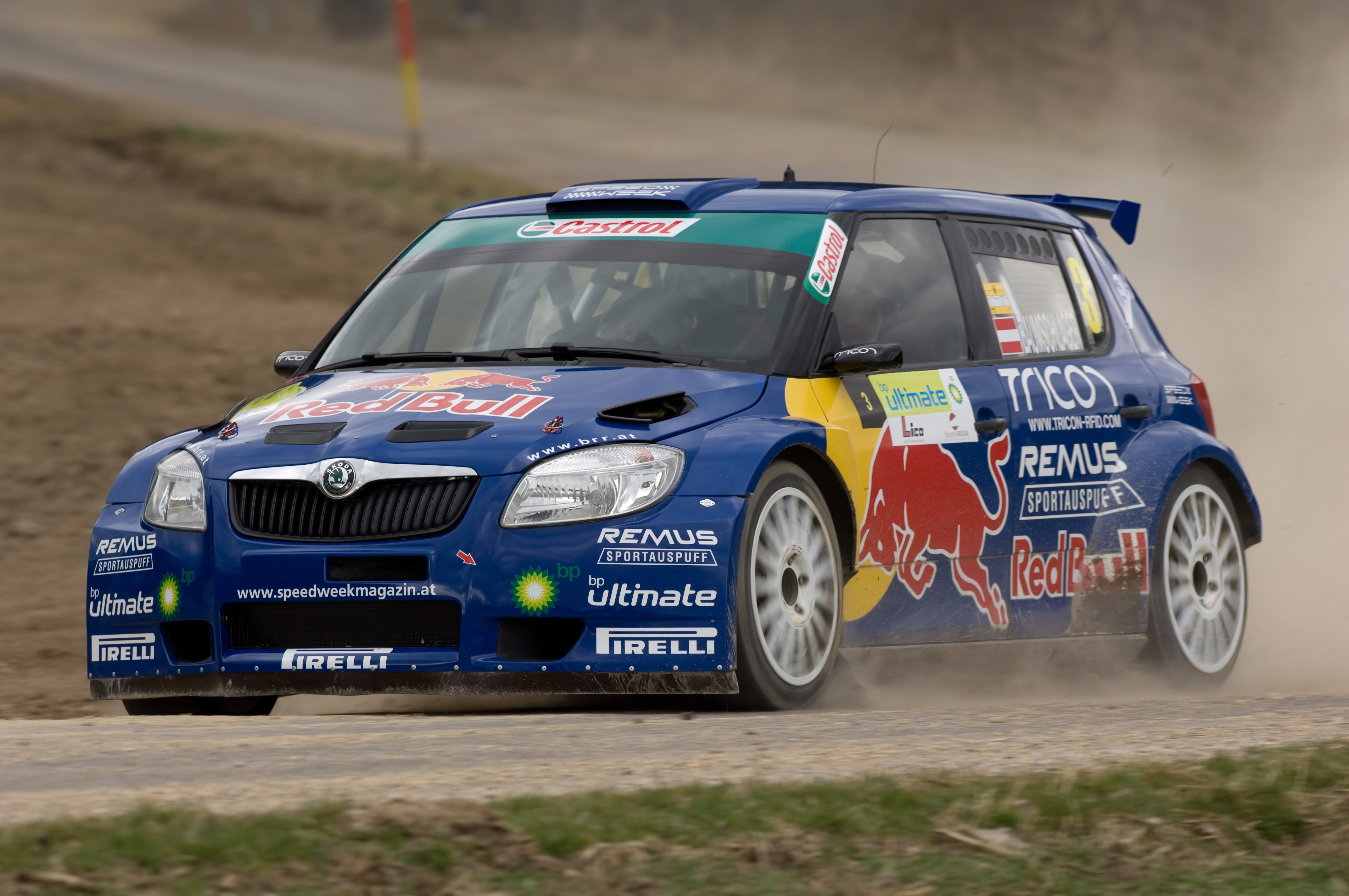
Raimund Baumschlager im Škoda Fabia

| Fahrzeug              | S2000           | S2000          | WRC (A0) |
| Fahrzeug              | 2,0 Sauger (A2) | 1,6 Turbo (A1) | WRC (A0) |
| --------------------- | --------------- | -------------- | -------- |
| Citroën DS3           |                 |                | x        |
| Fiat Punto Abarth     | x               |                |          |
| Ford Fiesta           | x               | x              | x        |
| MG ZR                 | x               |                |          |
| MINI Countryman       |                 | x              | x        |
| Opel Corsa OPC        | x               |                |          |
| Peugeot 207 RCup      | x               |                |          |
| Proton Satria Neo     | x               |                |          |
| Škoda Fabia           | x               |                |          |
| Toyota Auris          | x               |                |          |
| Toyota Corolla / RunX | x               |                |          |
| VW Polo IV            | x               |                |          |
| VW Polo V             |                 |                | x        |

## Rennserien

### Tourenwagen
- Tourenwagen-Weltmeisterschaft
- Tourenwagen-Europameisterschaft
- European Touring Car Cup
- British Touring Car Championship
- Swedish Touring Car Championship
- ADAC-Procar-Serie, Deutschland
- Dänische Tourenwagen-Meisterschaft (bis 2010)

### Rallye
- Rallye-Weltmeisterschaft (WRC)
- Intercontinental Rally Challenge (IRC)
- Rallye-Europameisterschaft (ERC)
- Middle East Rally Championship (MERC)
- Australische Rallye-Meisterschaft
- Italienische Rallye-Meisterschaft
- Production World Rally Championship
- South African Rally Championship